# الكافي في فقه أهل المدينة
الكافي في فقه أهل المدينة المالكي هو كتاب في الفقه المالكي المختصر، ألفه الحافظ يوسف بن عبد الله بن محمد بن عبد البر النمري القرطبي أبو عمر (368 هـ - 463 هـ)، من أبرز الكتب الفقهية ولذلك فهو متداول بكثرة بين طلاب العلم، فهو مصدر هام في فقه أهل المدينة المالكي. يجمع المؤلف في الكافي المسائل التي هي أصول وأمهات لما يبنى عليها من الفروع والبينات في فوائد الأحكام ومعرفة الحلال والحرام، يكون جامعًا مهذبًا وكافيًا مقربًا ومختصرًا مبوبًا يستذكر به عند الاشتغال وما يدرك الإنسان من الملال ويكفي عن المؤلفات الطوال ويقوم مقام المذاكرة عند عدم المدارسة.
وقد اعتمد ابن عبد البر على علم أهل المدينة، سالكًا فيه مسلك مذهب الإمام مالك بن أنس، معتمدًا على ما صح من كتب المالكيين ومذهب المدنيين، مقتصرًا على الأصح علمًا والأوثق فعلًا وهي الموطأ، والمدونة، وكتاب ابن عبد الحكم، والمبسوط لإسماعيل القاضي، والحاوي لأبي الفرج، ومختصر أبي مصعب، وموطأ عبد الله بن وهب، وفيه من كتاب ابن الحواز، ومختصر الوقار، ومن القبة، والواضحة، أيضاً ما ارتآه المؤلف مناسبًا في موضوعه. هذا إلى ما عرف عن المصنّف من قوة الترجيح بين الآراء المتعارضة، وحضوره القوي من خلال إبداء اختياراته في كثير من المسائل المختلفة، مما يبرز قوة ملكته الأصولية، فضلًا عن حسن العرض وجودة السبك والتنظيم.

## أهمية ومكانة الكتاب
يكفي لبيان مكانة كتاب ((الكافي)) في كتب المذهب ما قرّره إمام الظاهرية بالأندلس أبو محمد ابن حزم (ت456هـ)، وهو تلميذ ابن عبد البر ومعاصره، حين قال في رسالته في فضل الأندلس وذكر رجالها (ص179): ((ولصاحبنا أبي عمر ابن عبد البر المذكور كتب لا مثل لها، منها كتابه المسمى بالكافي في الفقه على مذهب مالك وأصحابه …)). كما اعتنى أصحاب الفهارس والبرامج بروايته بأسانيدهم إلى مؤلفه، وهكذا نجده ضمن المرويات الفقهية عند ابن أبي الربيع السبتي، والقاسم التجيبي، وأبي عبد الله المنتوري، وتوافقت همم المؤلفين في المذهب على اعتماد ((الكافي)) وصرّحوا بالنقل عنه، ومن هؤلاء شراح الرسالة القيروانية، مثل القاسم بن عيسى بن ناجي التنوخي (ت837 هـ)، وأحمد بن محمد البرنسي الفاسي، الشهير بزروق (ت899هـ)، ومنهم شراح مختصر الشيخ خليل، مثل أبي عبد الله المواق الغرناطي (ت897هـ) في ((التاج والإكليل لمختصر خليل))، وأبي عبد الله الحطاب الرعيني (ت954هـ) في ((مواهب الجليل في شرح مختصر خليل))، وأبي عبد الله الخرشي (ت1101هـ)، والشيخ الدسوقي (ت 1230هـ) في حاشيته على الشرح الكبير، والشيخ محمد عليش (ت1299هـ) في ((منح الجليل شرح مختصر خليل)).
ومع هذه الأهمية والمكانة التي حظي بها كتاب ((الكافي في فقه أهل المدينة))، فإنه لم يلق –على مستوى التحقيق العلمي الرصين والإخراج الفني المتقن– ما يستحقه من العناية اللازمة والكاملة، وتبقى بعض طبعاته المعروفة اليوم تجارية أكثر منها علمية.
صدر الكتاب، عن مكتبة الرياض الحديثة، الرياض، المملكة العربية السعودية، الطبعة الثانية (1400هـ-1980م)، الطبعة الأولى (1398هـ- 1978م) بتحقيق محمّد محمد ولد ماديك، ثم صدر عن دار الكتب العلمية- بيروت الطبعة الثانية (1427هـ-2006م)، ونشر الأستاذ البحّاثة الدكتور عبد اللطيف الجيلاني نصًّا من كتاب الكافي لم يسبق نشره، في مجلة الواضحة التي تصدرها دار الحديث الحسنية (العدد 4/ 1429هـ -2008م) (ص285-313)، يتضمن أسانيد المؤلف التي يملك بها حقّ رواية المصادر التي اعتمدها في تأليفه، وهو نص مهمٌ يوضّح منهج توثيق النصوص عند علماء الإسلام كما أكد ذلك فضيلته.

## بيان منهج المؤلف في الكتاب
يتبين منهج المؤلف فيه من خلال النقاط التالية:
1. مصادره:
هي كتب المالكيين ومذهب المدنيين، وهي: [الموطأ، والمدونة، كتاب ابن عبد الحكم، المبسوطة لإسماعيل القاضي، الحادي لأبي الفرج، مختصر أبي مصعب، موطأ ابن وهب].
 وفيه من كتاب ابن المواز، ومختصر الوقار، ومن العتبة، والواضحة، بقية صالحة].
2. عنايته بالدليل:
لا يعتني بالاستدلال، وإنما يسرد الفروع سرداً دون ذكر ما يؤيدها إلا نادراً.
3. إيراده للأقوال في المذهب:
كثيراً ما يورد في المسألة أكثر من قول، ثم يرجّح بينها.
4. إيراده للخلاف مع المذاهب الأخرى:
قليلاً عند ذكره للخلاف ما يورد أقوال المذاهب الأخرى، ويعبِّر عنها فيقول: «وأكثر أهل العلم» و«جماهير العلماء» و«أكثر الفقهاء».
5. إيراده لأدلة المخالفين ومناقشته لها:
لا يعتني بذكر أدلة المخالفين ولا يناقشها.
6. الرموز والمصطلحات الواردة في الكتاب:
ليس في الكتاب رموز ولا مصطلحات أشار إليها المؤلف، أو رمز لها بشيء أو بيّنه في مقدمته، لكن المذهب المالكي كغيره، يتميز بكثرة الأقوال.
وإذا قيل: «المذهب» فيراد به مذهب مالك، وإذا قيل: «المشهور» فيعني مشهور مذهب مالك، وهو ما كثر قائله، وهذا يدل على خلاف في المذهب، ومثله: «قيل كذا» أو «اختلِف في كذا» أو «في كذا قولان فأكثر»؛ وإذا قيل: «روايتان» فيعني عن مالك.
ومؤلفوا الكتب عند المالكية جروا بعامّة على أن الفتوى تكون بالقول المشهور أو الراجح من المذهب.
7. مدى وضوح العبارة وجلاء الأسلوب:
اتصف الكتاب عامة: بسلاسة الأسلوب، ودقة العبارة، ووضوح المعنى المراد، وهو في متناول أيدي الناس المبتدئ والمنتهي.
8. مدى بسط المسائل أو اختصارها:
الطابع العام هو الاختصار، وقد سماه مؤلفه «كتاباً مختصراً في الفقه» «جامعاً مهذَّباً، وكافياً مقرِّباً، ومختصراً مبوَّباً»
9. مدى كثرة التفريع وإيراد المسائل:
كثيراً ما يذكر المسائل وتفريع الأاتبواب والفصول، وذلك بسردها دون تبويبها، وهي بذلك جمعت المسائل التي هي أصول وأمهات، لما يبنى عليها من الفروع والبينات في فوائد الأحكام ومعرفة الحلال والحرام، وهو بذلك يكفي عن المؤلفات الطوال.
10. عنونة الأبواب والمسائل:
تميّز الكتاب بعنونة لكل موضوع، فيقول مثلاً كتاب الجهاد ثم يتحدث عنه ثم يذكر فيه أبواباً، ولكل باب حديث، فيقول: باب..... باب، وأحياناً يعنون لموضوع أو مسألة، فيقول: فتوح الأرضين، قتال اللصوص.
11. المنهج المتبع في ترتيب الكتب والأبواب:
بدأ كتابه كغيره، فبدأه بالعبادات ثم المعاملات، وبدأ بالعبادات لأهميتها، ولأنه يقصد بها الثواب الأخروي، فبدأ بالطهارة وتوابعها، ثم الصلاة وملحقاتها، ثم الجنائز، ثم الزكاة، ثم الصيام، ثم الحج، ثم الضحايا، ثم الصيد، ثم الأطعمة، ثم الأشربة، ثم الأيمان والنذور، ثم الجهاد وملحقاته، ثم النكاح وتوابعه، ثم الطلاق.
ويلاحظ تقديم ما يتعلق بالأكل والشرب، لأنها شهوة لا يمكن تأخيرها أو تركها، ثم النكاح لأن شهوته متأخرة عن الأكل والشرب.
ثم بدأ المعاملات وأخرها، لأنه يقصد منها التحصيل الدنيوي، فبدأ بالبيوع ثم الأكرية والإجارات، ثم وثائق الديون كالرهن والكفالة والحوالة وتوابعها، ثم اللقطة والغصب والشفعة، ثم تحدث عن القضاء وملحقاته، ثم عن العتق وتوابعه، ثم الصدقات والهبات، ثم المواريث، ثم الحدود، ثم القصاص والديات.
ويلاحظ تأخيره للجنايات والمخاصمات، لأن وقوع ذلك في الغالب، إنما هو بعد الفراغ من شهوة البطن والفرج، ثم ختم كتابه بكتاب سماه «كتاب الجامع». وتحدث فيه عن الأخلاق والآداب بعامة، والتي ينبغي أن يتحلى بها المسلم.
12. مدى السير على وقف الراجح في المذهب من عدم ذلك:
الملاحظ أن ابن عبد البر يختار القول الراجح لديه، ويصححه في المذهب، وقليلاً ما يرجّح ما كان في غير المذهب؛ والمتتبع لاختياراته في الكافي، يظهر له مدى اجتهاده، بل عدّه الذهبي من الأئمة المجتهدين. وأنه يميل ميلاً بيناً إلى فقه الشافعي في مسائل.[4]

## مقدمة الكاتب
يقول الشيخ ابن عبد البر...... أما بعد، فإن بعض إخواننا من أهل الطلب و[العناية] والرغبة في الزيادة من التعلم سألني أن أجمع له كتابا مختصرًا في الفقه يجمع المسائل التي هي أصول وأمهات لما يبنى عليها من الفروع والبينات في فوائد الأحكام ومعرفة الحلال والحرام يكون جامعًا مهذبًا وكافيًا مقربًا ومختصرًا مبوبًا يستذكر به عند الاشتغال «وما يدرك الإنسان من الملال»، [ويكفي] عن المؤلفات الطوال ويقوم مقام المذاكرة عند عدم المدارسة فرأيت أن أجيبه إلى ذلك لما رجوت فيه من [عون] العالم المقتصر ونفع الطالب المسترشد التماسًا لثواب الله عز وجل في تقريبه على من أراده واعتمدت فيه على [علم]أهل المدينة وسلكت فيه [مسلك] مذهب الإمام أبي عبد الله مالك بن أنس.
لما صح له من جمع مذاهب أسلافه من أهل بلده مع حسن الاختيار وضبط الآثار فأتيت فيه بما لا يسع جهله لمن أحب أن يسم بالعلم نفسه و[اقتطعه] من كتب المالكيين ومذهب المدنيين واقتصرت على الأصح علمًا والأوثق نقلاً فعولت منها على سبعة [قوانين] دون ما سواها وهي الموطأ، والمدونة وكتاب ابن عبد الحكم والمبسوط لإسماعيل [القاضي] والحاوي لأبي الفرج، ومختصر أبي مصعب، وموطأ ابن وهب.
«وفيه من كتاب ابن الموازي ومختصر الوقار ومن العتبة والواضحة بقية صالحة».

## فصول ومواضيع الكتاب[6]
| كتاب الطهارة         | كتاب النكاح            | كتاب التفليس، والحجر | كتاب المدبر                             |
| كتاب الصلاة          | كتاب الطلاق            | كتاب اللقطة          | كتاب المكاتب                            |
| كتاب الجنائز         | كتاب البيوع            | كتاب الغصب           | كتاب الهبات والصدقات                    |
| كتاب الزكاة          | كتاب العيوب            | كتاب الشفعة          | كتاب الاحباس                            |
| كتاب الصيام          | كتاب الأكرية والإجارات | كتاب القسمة          | كتاب الوصايا                            |
| كتاب الحج            | كتاب المساقاة          | كتاب الصلح           | كتاب المواريث                           |
| كتاب الضحايا         | كتاب القراض            | كتاب الاستحقاق       | كتاب الفرائض                            |
| كتاب الذبائح         | كتاب الشركة            | كتاب الاقرار         | كتاب الحدود                             |
| كتاب الصيد           | كتاب الوكالات          | كتاب الشهادات        | كتاب القصاص والديات في الأنفس والجراحات |
| كتاب الأطعمة         | كتاب الحمالة والكفالة  | كتاب الدعوى والبينات | كتاب الجامع                             |
| كتاب الأشربة         | كتاب الحوالة           | كتاب أدب القاضي      |                                         |
| كتاب الأيمان والنذور | كتاب الوديعة           | كتاب العتق           |                                         |
| كتاب الجهاد          | كتاب العارية           | كتاب الولاء          |                                         |
| كتاب السبق والرمي    | كتاب الرهون            | كتاب أم الولد        |                                         |

## نبذة عن المؤلف
هو أبو عمر يوسف بن عبد الله بن محمد بن عبد البر بن عاصم النَمَرِيّ الأندلسي، القرطبي المالكي، المعروف بابن عبد البر (368 هـ - 463هـ)، هو الإمام الفقيه المجتهد الحافظ ومحدث عصره، كان قاضيًا ومؤرخًا، صاحب التصانيف المهمة، من أشهر أصحابه الإمام علي بن حزم الأندلسي، وكان إماماً، ثقةً، متقناً، علامةً، متبحراً، وكان في أصول الديانة على مذهب أهل السنة والجماعة، وكان في بدايته ظاهريًا، ثم تحول مالكيًا مع ميل واضح إلى فقه الشافعي في مسائل. ورحل رحلات طويلة في غربي الأندلس وشرقيها. وولي قضاء لشبونة وشنترين. وتوفي بشاطبة.

### من كتبه الأخرى
1. «الدرر في اختصار المغازي والسير - ط»
2. «العقل والعقلاء»
3. «الاستيعاب - ط» مجلدان، في تراجم الصحابة،
4. «جامع بيان العلم وفضله - ط»
5. «المدخل» في القراآت،
6. «بهجة المجالس وأنس المجالس - خ» في المحاضرات، أربعة أجزاء، طبعت قطعة منه، واختصره ابن ليون وسماه «بغية المؤانس من بهجة المجالس - خ» اقتنيته.
7. «الانتقاء في فضائل الثلاثة الفقهاء - ط» ترجم به مالكا وأبا حنيفة والشافعي
8. «التمهيد لما في الموطأ من المعاني والاسانيد» كبير جدا، منه أجزاء مخطوطة [ثم طُبع]
9. «الاستذكار في شرح مذاهب علماء الأمصار - خ» رأيت السفر السابع منه، في الرباط (558 ز / جلاوي) طبع قسم منه، وهو اختصار «التمهيد» [ثم طُبع]
10. «القصد والأمم - ط» في الأنساب، صغير
11. «الإنباه على قبائل الرواة - ط» رسالة طبعت مع القصد والأمم
12. «التقصي لحديث الموطأ، أو تجريد التمهيد - ط»
13. «الإنصاف فيما بين العلماء من الاختلاف - ط»
14. «نزهة المستمتعين وروضة الخائفين - خ»
15. «ذكر التعريف بجماعة من الفقهاء أصحاب مالك - خ» عليه خطوط وسماعات، في خزانة فيض الله، باستنبول، الرقم 2169 (كما في مذكرات الميمني - خ) وانظر فهرس المخطوطات المصورة: القسم الثاني من الجزء الثاني 40 ورأيت في خزانة الرباط (143 أوقاف) ثلاث مخطوطات من تأليفه، في مجلد قديم متن، أولها «في من عرف من الصحابة بكنيته» والثاني «المعروفون بالكنى من حملة العلم» والثالث «من لم يذكر له اسم سوى كنيته، من رجال الحديث» وهذا الاخير ناقص قليلا من آخره لعل النقص ورقة واحدة.[8]

## طبعات الكتاب
طبع الكتاب مرتين، الأولى: طبعة دار الكتب العلمية، بعنوان «الكافي في فقه أهل المدينة المالكي» في مجلد واحد، وخطها صغير ومقروء بدون تحقيق.
الثانية: طبعة مكتبة الرياض الحديثة، الرياض، بعنوان: «الكافي في فقه أهل المدينة المالكي» في مجلدين اثنين وخطها جميل وواضح، بتحقيق وتعليق د. محمد محمد أحيد ولد ماديك وهي أفضل الطبعات التي خرجت.

## وصلات خارجية
- تحميل الكافي في فقه أهل المدينة المكتبة الشاملة